# Tarcísio de Freitas
Tarcísio Gomes de Freitas, né le 19 août 1975 à Rio de Janeiro, est un ingénieur et un homme politique brésilien. Il est ministre de l'Infrastructure du gouvernement Bolsonaro de 2019 à 2022.
Depuis le 1er janvier 2023, il est gouverneur de l'État de São Paulo.

## Biographie

### Jeunesse et formation
Issu d'une famille modeste, il est le fils d'un manutentionnaire et d'une employée domestique portugaise. Il vit à Rio jusqu'à ses trois ans avant de déménager dans le District fédéral, mais reste supporter du club de Flamengo,. Il est formé à l'Académie militaire d'Agulhas Negras.

### Carrière militaire
Sa carrière militaire le voit notamment en poste à Manaus, Belo Jardim puis à Natal, où il exerce en tant qu'ingénieur militaire. En 2005 et 2006, il prend la tête de la section d'ingénierie de la Minustah, lors du commandement brésilien de la mission onusienne,.
Il intègre l'Institut militaire d'ingénierie pour étudier le génie civil, où il obtient une maîtrise en ingénierie des transports en 2008,. Il quitte l'armée en 2008 avec le grade de capitaine.

### Haut fonctionnaire
En quittant l'armée, il intègre l'administration, d'abord le Contrôle général de l'Union entre 2008 et 2011.
En 2011, il est nommé au département national des infrastructures de transport par la présidente Dilma Rousseff, dont il est alors proche. Il en est directeur général de septembre 2014 à janvier 2015.

### Entrée au gouvernement
Sous le gouvernement Temer, il est secrétaire à la coordination des projets du Secrétariat spécial du Programme de partenariats et d'investissements.
Le 1er janvier 2019, il prend ses fonctions de ministre de l'Infrastructure du gouvernement Bolsonaro,. Il est l'un des ministres qui composent le « noyau militaire » de ce gouvernement. Il y applique le programme ultralibéral et pro-agrobusiness du président, en privatisant des dizaines d'aéroports et de ports, crée des milliers de kilomètres de routes et une ligne de chemin de fer à travers l'Amazonie.
Ce poste lui donne une stature nationale, tandis que Jair Bolsonaro dit de lui qu'il est son « ministre le plus important ». Ses compétences techniques sont louées par les investisseurs et les diplomates.

### Gouverneur de São Paulo
En mars 2022, il quitte le gouvernement et rejoint le parti Républicains pour briguer le poste de gouverneur de São Paulo. Lors du premier tour de l'élection le 2 octobre suivant, il termine à la première place avec 42,3 % des voix en devançant le candidat du Parti des travailleurs (PT) Fernando Haddad, qui recueille 35,7 %. Le gouverneur sortant Rodrigo Garcia, du Parti de la social-démocratie brésilienne (PSDB), est éliminé et annonce apporter son soutien à Freitas pour le second tour qui a lieu le 30 octobre. Tarcísio de Freitas l'emporte en obtenant 55,32 % des voix.
A la tête de l'état, il opère la réduction de l'administration en privatisant de nombreuses sociétés publiques ainsi que la gestion de 143 écoles. Il mène une politique sécuritaire qui fait enfler le nombre de morts provoquées par la police militaire.

## Positionnement politique
Il se réclame de sensibilité monarchiste (la monarchie brésilienne a été abolie en 1889),.
Il se fait le relais de la désinformation sur la pandémie de Covid-19 et annule les sanctions contre les fonctionnaires non vaccinés dès sa prise de fonction de gouverneur de São Paulo,.

## Vie privée
Il rencontre sa femme Cristiane lorsqu'il est en poste dans le Nordeste à la fin des années 1990. Ils ont deux enfants ensemble. Il est catholique évangélique.